# أمة الواحد بنت يامين
أمة الواحد بنت يامين بن عبد الرحمن والدة يحيى ين بشير بن خالد. راوية من راويات الحديث، روت عن محمد ابن كعب القرشي، وروى عنها ابنها يحيى بن بشير.